# Северный Тепото

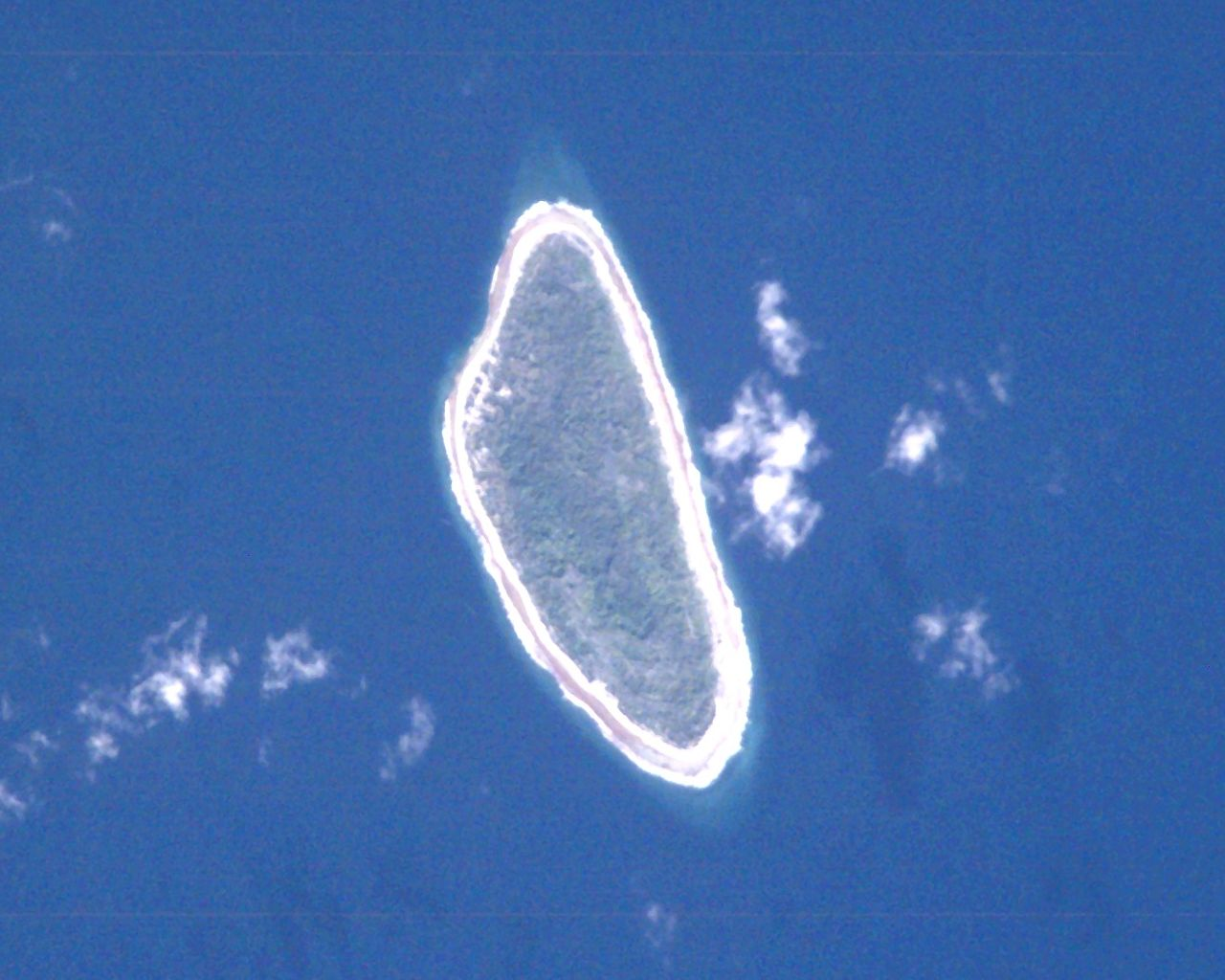
Космический снимок атолла.

Северный Тепото (фр. Tepoto Nord) — атолл в архипелаге Туамоту (Французская Полинезия). Расположен в 16 км к северо-западу от острова Напука.

## География
Северный Тепото представляет собой атолл с высохшей лагуной. Длина острова составляет 2,6 км, ширина — 800 м. Общая площадь суши — 4 км². Это один из самых маленьких и самый удалённый остров Французской Полинезии.

## История
Остров был открыт в 1765 году английским адмиралом Джоном Байроном, дедом поэта лорда Байрона.

## Административное деление
Административно входит в состав коммуны Напука.

## Население
В 2019 году население Северного Тепото составляет приблизительно 40 человек, из них 13 детей в возрасте до 12 лет. Главное поселение — деревня Техекега. Жители острова исповедуют католицизм и часто посещают мессы, ежедневно проводимые в единственной церкви острова.